# Španovica: Kronika nastajanja i nestanka
Knjiga Španovica. Kronika nastajanja i nestanka objavljena je 1992. godine u nakladi zagrebačkog poduzeća Novi liber. Autor knjige je Tonči Erjavec. Pogovor je napisao Slavko Goldstein.
Veći dio knjige bio je završen 1982. godine, ali obljavljena je tek 1992, nakon političkih promjena u Hrvatskoj. To je omogućilo da bude tiskana kompletna, s nekim dijelovima o partizanskim zločinima, za koje je bio pritisak na autora da se izostave. 
Knjiga opisuje nastanak sela Španovica, njegov razvoj do početka Drugog svjetskog rata, događaje tijekom rata i uništenje sela te poslijeratno zatiranje od strane vlasti i očuvanje uspomene od strane izbjeglih stanovnika. Dodano je poglavlje o događajima 1990-1992. godine.
Podijeljena je u pet dijelova i 18 poglavlja. Dodani su prilozi: popis pučanstva 1941, nacrt sela s označenim svim kućama (napravljen prema sjećanju danas živućih ljud, te popis korištenih pisanih izvora.
I. Postanak
1. doseljenje
2. podrijetlo

II. Razvoj
1. Gospodarstvo
2. Kultura
3. Politički život

III. Nestanak
1. Ustaška vlast
2. Bittke za Španovicu
3. Analiza rata

IV. Poslije nestanka
1. Završetak rata bez povratka kućama
2. Španovčani bez Španovice

V. Ponovo rat
1. Španovica, rujan 1992.
2. Općina Pakrac: Događaji i svjedočanstva 1990/1991.
3. Rat

Prilozi
- Popis kućanstava
- Pisani izvori

Pogovor (Slavko Goldstein)

## Unutarnje poveznice
- Španovica
- Tonči Erjavec
- Zavičajna zajednica Španovčana